# 美郷町ケーブルテレビジョン
美郷町ケーブルテレビジョン（みさとちょうケーブルテレビジョン、Misato-Town Cable Television）は、宮崎県東臼杵郡美郷町が運営する公営ケーブルテレビ局である。

## 概要
市町村合併前の北郷村において、農林水産省所管の田園地域マルチメディア事業として光ハイブリッド方式で敷設された。北郷村公民館内に放送施設を整備し、『きららびじょん』の愛称で2001年4月に開局している。
合併後はFTTH方式で町内全域に拡充を図り、テレビ放送とFM放送・農業情報・インターネットサービスを行っている。

## 主な放送チャンネル

### 地上波系列別再送信局
| NHK-G   | NHK-E   | NNN            | NNS | ANN                     | JNN      | TXN | FNN / FNS  | JAITS |
| ------- | ------- | -------------- | --- | ----------------------- | -------- | --- | ---------- | ----- |
| NHK宮崎 | NHK宮崎 | テレビ宮崎     |     | テレビ宮崎 熊本朝日放送 | 宮崎放送 |     | テレビ宮崎 |       |
| NHK宮崎 | NHK宮崎 | 熊本県民テレビ |     | テレビ宮崎 熊本朝日放送 | 宮崎放送 |     | テレビ宮崎 |       |

### 美郷町が提供する内容（基本チャンネルサービス）
- 基本チャンネルサービス（月額510円）として、以下の内容を提供している[2]。
- 地上デジタル放送は県内波（4チャンネル）と美郷町の自主放送チャンネル、BSデジタル放送は別途有料契約が必要なチャンネル（WOWOW、BS10スターチャンネル）等を除いた9チャンネルが視聴可能。

| 番号        | 放送局         |
| ----------- | -------------- |
| 地上01(011) | NHK宮崎総合    |
| 地上02(021) | NHK宮崎Eテレ   |
| 地上03(031) | UMKテレビ宮崎  |
| 地上06(061) | MRT宮崎放送    |
| 地上12(121) | 美郷町自主放送 |
| BS1(101)    | NHK BS         |
| BS4(141)    | BS日テレ       |
| BS5(151)    | BS朝日         |
| BS6(161)    | BS-TBS         |
| BS7(171)    | BSテレ東       |
| BS8(181)    | BSフジ         |
| BS10(200)   | BS10           |
| BS11(211)   | BS11           |
| BS12(222)   | TwellV         |

### ケーブルメディアワイワイが提供する内容
株式会社ケーブルメディアワイワイとの業務提携により、下記のサービスが提供されている。

#### ケーブルテレビ（多チャンネルサービス）
多チャンネルサービスでは、上記の基本チャンネルサービスに加えて以下のチャンネルが視聴可能となる。
- 地上デジタル放送（県外波） - KKT熊本県民テレビ、KAB熊本朝日放送
- CSデジタル放送 - スポーツ、映画、アニメ、ニュース、教育、趣味、天気、音楽、ドラマ、時代劇などの各種専門チャンネル
- 地域情報チャンネル - ワイワイチャンネルなど

多チャンネルサービスの詳細についてはケーブルメディアワイワイ#ケーブルテレビ事業の記事を参照。

#### ケーブルインターネット（ワイワイひかりネット）
美郷町が敷設した光回線を利用して、ケーブルメディアワイワイがインターネットサービスの提供を行っている。
詳細についてはケーブルメディアワイワイ#インターネット接続サービスの記事を参照。